# Czescy posłowie do Parlamentu Europejskiego 2024–2029
Czescy posłowie X kadencji do Parlamentu Europejskiego zostali wybrani w wyborach przeprowadzonych 7 i 8 czerwca 2024, w których wyłoniono 21 deputowanych.

## Posłowie według list wyborczych
ANO 2011
- Jaroslav Bžoch
- Klára Dostálová
- Ondřej Knotek
- Ondřej Kovařík
- Tomáš Kubín, poseł do PE od 1 sierpnia 2024[1]
- Jana Nagyová
- Jaroslava Pokorná Jermanová

SPOLU
- Ondřej Kolář (TOP 09)
- Ondřej Krutílek (ODS)
- Luděk Niedermayer (TOP 09)
- Alexandr Vondra (ODS)
- Veronika Vrecionová (ODS)
- Tomáš Zdechovský (KDU-ČSL)

Přísaha a Motoristé
- Nikola Bartůšek
- Filip Turek

Stačilo!
- Ondřej Dostál (SD-SN)
- Kateřina Konečná (KSČM)

Burmistrzowie i Niezależni
- Jan Farský
- Danuše Nerudová

Czeska Partia Piratów
- Markéta Gregorová

Wolność i Demokracja Bezpośrednia
- Ivan David

Byli posłowie IX kadencji do PE
- Martin Hlaváček (ANO 2011), do 31 lipca 2024